# Darrell Castle

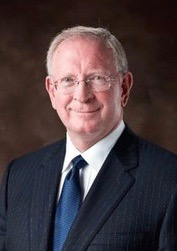
Darrell Castle als Kandidat für das Amt des Vizepräsidenten der Vereinigten Staaten im Jahr 2008

Darrell Castle (* 11. Oktober 1948 in Kingsport, Tennessee) ist ein US-amerikanischer Politiker der paläokonservativen Constitution Party und Rechtsanwalt. Nachdem Castle bei der Präsidentschaftswahl 2008 für seine Partei für das Amt des Vizepräsidenten nominiert wurde (als Running Mate Chuck Baldwins), fungierte er 2016 für diese als Präsidentschaftskandidat.
Neben seiner Vizepräsidentschaftskandidatur war Castle auch stellvertretender Vorsitzender der Constitution Party und bewarb sich 2012 erfolglos um die Nominierung als Präsidentschaftskandidat seiner Partei, als er gegen Virgil Goode unterlag. Im Jahr 2016 konnte er sich schließlich die Nominierung sichern. Er wurde nur in sehr wenigen Umfragen berücksichtigt und galt als chancenloser Kandidat um die Präsidentschaft. Sein Kandidat für die Vizepräsidentschaft war Scott Bradley, ein Geschäftsmann aus Utah. Das Ticket Castle/Bradley konnte 203,010 Stimmen oder 0,15 % aller abgegebenen Stimmen auf sich vereinen und somit die 6. Meisten aller Kandidierenden. Stimmen für das Electoral College konnten nicht gewonnen werden.
Castle ist hauptberuflich Rechtsanwalt und Partner der Kanzlei Darrell Castle and Associates, die über mehrere Niederlassungen in den Vereinigten Staaten verfügt, führt. Er ist Calvinist, verheiratet und hat mit seiner Frau Joan ein Kind.